# Нілкам
Нілка́м (Камка; рос. Нилкам) — невелика річка на північному сході Удмуртії, права притока річки Кама. Протікає територією Кезького району.
Річка бере початок під назвою Камка на схилах Верхньокамської височини на північ від колишнього присілку Сизево біля кордону із Пермським краєм. Протікає спочатку на північний схід, потім різко повертає на північний захід і вже тут називається Нілкам. Середня та нижня течії сильно меандровані. Береги заліснені, місцями заболочені. Приймає багато дрібних приток, найбільші з яких праві Кочиха та Ваненка.
Над річкою розташовані присілки Абросята, Єфимята та Юклята.